# Caroline Espinet
Pour les articles homonymes, voir Espinet et Jacquier (homonymie).
Caroline Espinet, née Caroline Jacquier à Lyon dans le département du Rhône le 29 mars 1844 et morte à Nantes (Chantenay) le 3 novembre 1912,, est une artiste peintre française.

## Biographie
Caroline Espinet est la fille d'un médecin de l'armée de terre, Pierre Victor Jacquier (1799-1881), et de Marie-Louise Le Nézet son épouse.
Au cours des années 1860, les deux sœurs, Élodie et Caroline Jacquier, font leurs études au lycée de Lorient et prennent des cours de dessin avec le peintre et photographe Ernest Corroller (1822-1893), puis Caroline Jacquier suivra les cours du peintre orientaliste Hippolyte Lazerges (1817-1887). Ernest Corroler marquera de son influence la carrière des deux femmes puisqu’elles deviendront artistes peintre à leur tour, connues sous les noms respectifs d'Élodie La Villette, épouse en 1860 d'un officier d'artillerie, et Caroline Espinet (1844-1910), mariée le 20 avril 1868 à Paul Durand qui meurt le 7 décembre 1869. Elle se remarie le 9 juillet 1873 à Charles Espinet (né en 1837), lieutenant de vaisseau, qui est capitaine de frégate en 1879, affecté en 1881 comme inspecteur des électro-sémaphores à Lorient.
Caroline Espinet poursuivra une carrière un peu plus discrète que sa sœur, sa peinture est toutefois plus audacieuse avec des cadrages très modernes pour son époque[réf. nécessaire]. Elle expose régulièrement aux Salons.
« Élodie La Villette, qui a reçu les conseils de Jean-Baptiste Corot en 1874, réalise des marines sensibles aux effets de lumière rappelant le réalisme de Courbet et la virtuosité de Boudin ».
Parties vivre à Portivy dans les années 1880, les deux sœurs peignent des Marines ainsi que leur quotidien à savoir pour Caroline Espinet des pêcheurs, des femmes de marins, alors que sa sœur est plus attiré par la vie à l'intérieur des terres.
Le 26 janvier 1882, elles exposent au Salon de l'Union des femmes peintres et sculpteurs.
En 1900, Caroline Espinet va recueillir les deux filles de sa nièce Rita Strohl, après la mort du mari de celle-ci, Émile Strohl. En 1901, elle expose 40 tableaux à Paris, et 63 tableaux à Bruxelles en 1909.
Elle meurt à Nantes le 3 novembre 1912. Charles Espinet meurt en 1926.
En 1943, la maison familiale fut bombardée et ainsi disparurent une très grande partie des toiles et dessins de l'artiste[réf. nécessaire].

## Salons
- Salon de peinture et de sculpture de 1875 à 1881.
- Salon des Artistes Français en 1882 et en 1887.
- Union des femmes peintres et sculpteurs de 1882 à 1898.
- Salon des Indépendants de 1892 à 1899.

## Expositions
- 1994 : rétrospective Élodie La Villette (1842-1917) - Caroline Espinet (1844-1910), Lorient.
- Du 29 juin au 13 octobre 2013 : Femmes artistes en Bretagne, musée du Faouët.
- Du 14 juin au 31 octobre 2014 : Élodie La Villette (1842-1917) - Caroline Espinet (1844-1910), Morlaix[6].

## Œuvres dans les collections publiques
- Lorient, musée de la Compagnie des Indes : Flambage d'un lougre, 1877, huile sur toile.

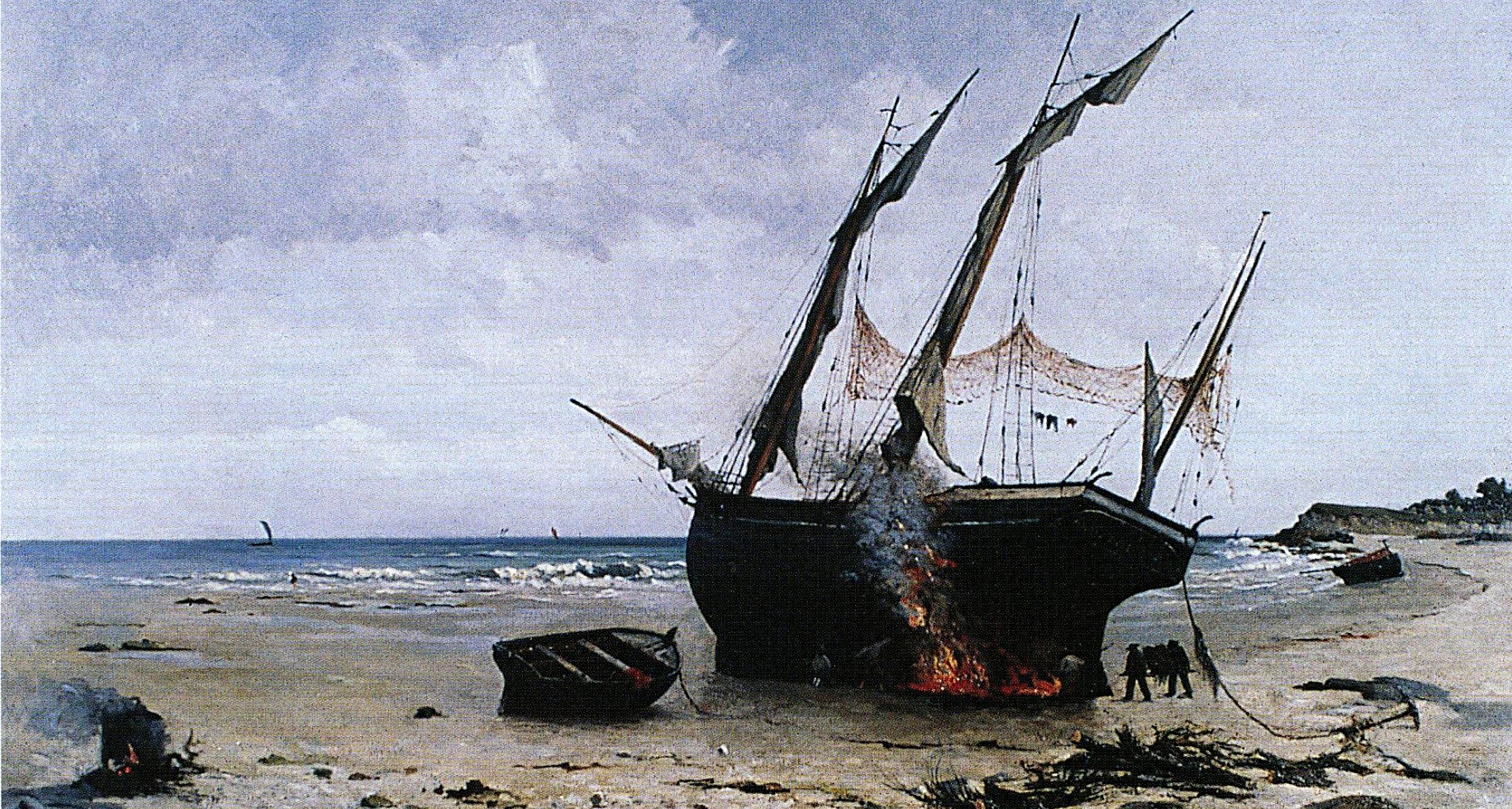
Flambage d'un lougre (1877).

## Œuvres non localisées
- Barque devant l'usine, huile sur toile[7].
- Crépuscule, les menhirs de Kerbougnec, huile sur toile[7].
- Jeune bretonne assise sur l'escalier, huile sur toile[7].
- La chaloupe ételloise, Fête-Dieu, huile sur bois[7].
- Pêcheur à la vareuse blanche, huile sur bois[7].